# Deer Park, Wisconsin
Deer Park är en ort i St. Croix County i delstaten Wisconsin, USA.